# Lista över personliga pronomen i olika språk

## Lista 1: nominativ/subjektsform
| Språk                       | Första person singularis | Andra person singularis | Tredje person singularis | Första person dualis | Andra person dualis | Tredje person dualis | Första person pluralis | Andra person pluralis | Tredje person pluralis |
| --------------------------- | ------------------------ | ----------------------- | ------------------------ | -------------------- | ------------------- | -------------------- | ---------------------- | --------------------- | ---------------------- |
| Svenska                     | jag                      | du                      | han, hon, den, det       | -                    | -                   | -                    | vi                     | ni                    | de                     |
| Norska (bokmål)             | jeg                      | du                      | han, hun, den, det       | -                    | -                   | -                    | vi                     | dere (åld. I)         | de                     |
| Norska (nynorska)           | eg                       | du                      | han, ho, den, det        | -                    | -                   | -                    | vi (me)                | de                    | dei                    |
| Danska                      | jeg                      | du                      | han, hun, den, det       | -                    | -                   | -                    | vi                     | I                     | de                     |
| Engelska                    | I                        | you (åld. thou)         | he, she, they, it        | -                    | -                   | -                    | we                     | you (åld. ye)         | they                   |
| Finska                      | minä                     | sinä                    | hän, se                  | -                    | -                   | -                    | me                     | te                    | he                     |
| Franska                     | je                       | tu                      | il, elle                 | -                    | -                   | -                    | nous                   | vous                  | ils, elles             |
| Färöiska                    | eg                       | tú                      | hann, hon, tað           | -                    | -                   | -                    | vit                    | tit                   | teir, tær, tey         |
| Latin                       | ego                      | tu                      | is, ea, id               | -                    | -                   | -                    | nos                    | vos                   | ei, eae, ea            |
| Nederländska                | ik                       | jij                     | hij, zij, het            | -                    | -                   | -                    | wij                    | jullie, u, gij?       | zij                    |
| Spanska                     | yo                       | tú                      | él, ella                 | -                    | -                   | -                    | nosotros               | vosotros              | ellos, ellas           |
| Tyska                       | ich                      | du                      | er, sie, es              | -                    | -                   | -                    | wir                    | ihr                   | sie                    |
| Kroatiska/Bosniska/Serbiska | ja                       | ti                      | on, ona, ono             | -                    | -                   | -                    | mi                     | vi                    | oni                    |

## Lista 2: ackusativ/direkt objekt
| Språk                       | Första person singularis | Andra person singularis | Tredje person singularis                                         | Första person dualis | Andra person dualis | Tredje person dualis | Första person pluralis | Andra person pluralis | Tredje person pluralis |
| --------------------------- | ------------------------ | ----------------------- | ---------------------------------------------------------------- | -------------------- | ------------------- | -------------------- | ---------------------- | --------------------- | ---------------------- |
| Svenska                     | mig                      | dig                     | honom, henne, den, det                                           | -                    | -                   | -                    | oss                    | er                    | dem                    |
| Norska (bokmål)             | meg                      | deg                     | ham, henne, den, det                                             | -                    | -                   | -                    | oss                    | dere (åld. eder)      | dem                    |
| Norska (nynorska)           | meg                      | deg                     | han (honom), ho (henne), den, det                                | -                    | -                   | -                    | oss                    | dykk                  | dei (åld. deim)        |
| Danska                      | mig                      | dig                     | ham, hende, den, det                                             | -                    | -                   | -                    | os                     | jer                   | dem                    |
| Engelska                    | me                       | you (åld. thee)         | him, her, it                                                     | -                    | -                   | -                    | us                     | you                   | them                   |
| Franska                     | me                       | te                      | le, la                                                           | -                    | -                   | -                    | nous                   | vous                  | les                    |
| Färöiska                    | meg                      | teg                     | hann, hana, tað                                                  | -                    | -                   | -                    | okkum                  | tykkum                | teir, tær, tey         |
| Latin                       | me                       | te                      | eum, eam, id                                                     | -                    | -                   | -                    | nos                    | vos                   | eos, eas, ea           |
| Nederländska                | mij                      | jou                     | hem, haar, het                                                   | -                    | -                   | -                    | ons                    | jullie, u             | hun, hen               |
| Spanska                     | me                       | te                      |                                                                  | -                    | -                   | -                    | nos                    | os                    | los, las               |
| Tyska                       | mich                     | dich                    | ihn, sie, es                                                     | -                    | -                   | -                    | uns                    | euch                  | sie                    |
| Kroatiska/Bosniska/Serbiska | mene, me, meni, mi       | tebe, te, tebi, ti      | njega, ga, njemu, mu/nju, ju, je, njoj, joj/njega, ga, njemu, mu | -                    | -                   | -                    | nas, nama              | vas, vama             | njih, ih, njima, ima   |